# میفلینویل (پنسیلوانیا)
میفلینویل (به انگلیسی: Mifflinville) یک منطقهٔ مسکونی در ایالات متحده آمریکا است که در شهرستان کلمبیا، پنسیلوانیا واقع شده‌است. میفلینویل ۳٫۵۷ کیلومتر مربع مساحت و ۱٬۲۵۳ نفر جمعیت دارد و ۱۵۵٫۴۵ متر بالاتر از سطح دریا واقع شده‌است.